# Ministerie voor Staatsveiligheid van de Volksrepubliek China

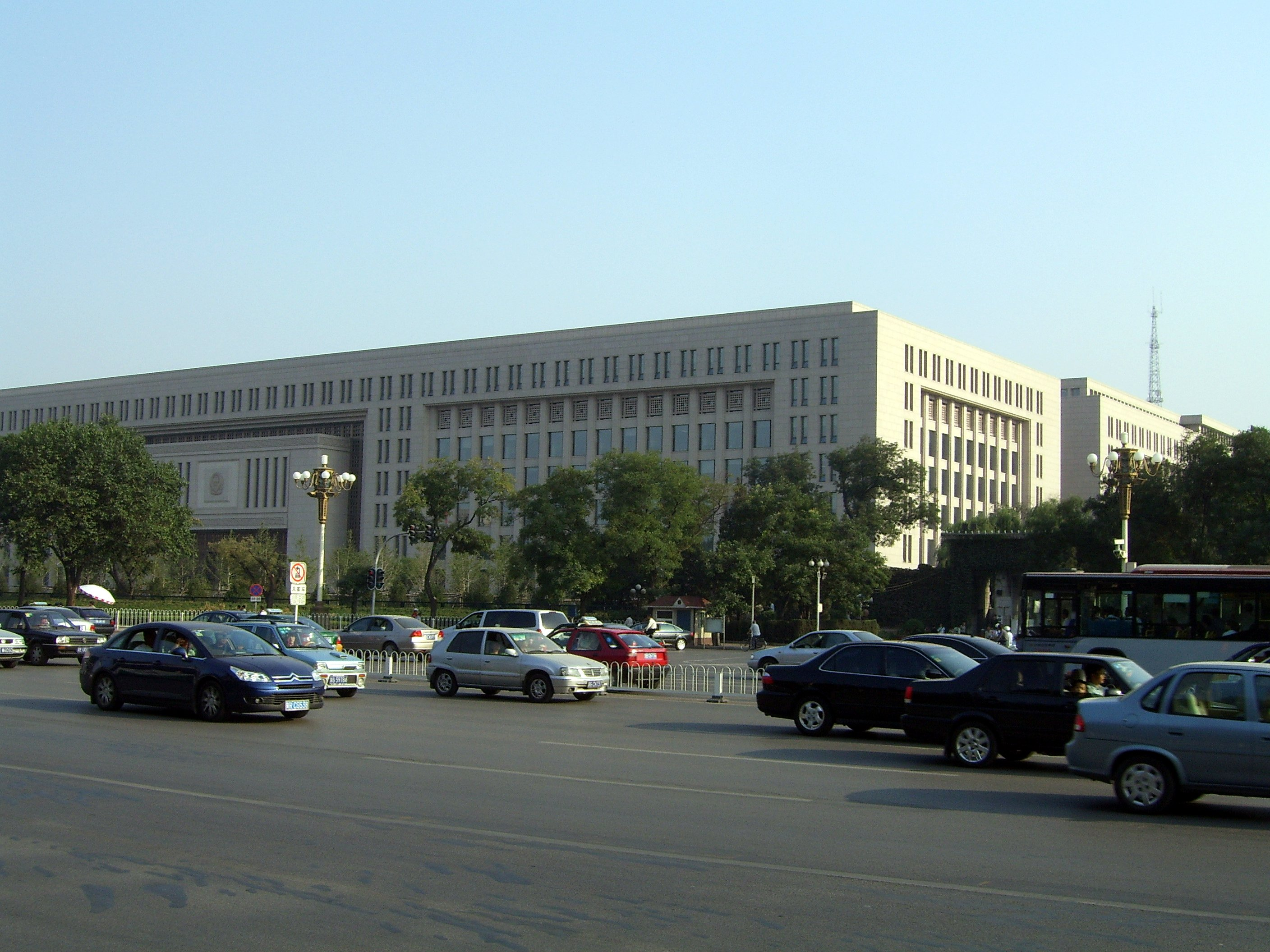
Het hoofdkantoor in Peking

Het Ministerie voor Staatsveiligheid van de Volksrepubliek China (Vereenvoudigd Chinees: 国家安全部; Klassiek Chinees: 國家安全部; Pinyin: Guójiā Ānquán Bù kortweg Guóānbù) (uitgesproken: Guojia Anquanbu) is de grootste inlichtingendienst van China en wordt vanwege haar taak om zowel binnenlandse als buitenlandse inlichtingen te verzamelen (zie ook Eenheid 61398) en het in de gaten houden van binnenlandse dissidenten vaak beschouwd als de geheime dienst van de Volksrepubliek China. Sinds 2016 is Chen Wenqing de minister. Het hoofdkantoor grenst aan dat van het ministerie van de openbare veiligheid in Peking. Daarnaast is er nog minstens één andere organisatie voor veiligheid en inlichtingen in Volksrepubliek China: de militaire geheime dienst Zhong Chan Er Bu.

## Geschiedenis
Het ministerie is in 1983 ontstaan uit de fusie van het Centrale Departement voor Onderzoek met de contra-spionagedienst van het Ministerie voor openbare veiligheid van de Volksrepubliek China.

## Taak
Volgens Liu Fuzhi, ex-secretaris-generaal van de Politbureau van het Centraal Comité van de Communistische Partij en minister voor openbare veiligheid, is de taak van dit ministerie "de veiligheid van de staat te waarborgen door concrete acties tegen vijandige agenten, spionnen en antirevolutionaire activiteiten die streven naar sabotage of de omwenteling van het socialistische systeem van China".
- International Standard Name Identifier: 0000 0004 0386 2669
- Nationale Bibliotheek van Tsjechië: ko20201067887